# Peronismus

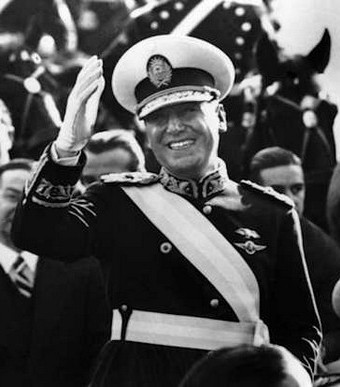
Juan Perón, Begründer und Führungsfigur der peronistischen Bewegung (Aufnahme von 1947)

Als Peronismus wird eine politische und gesellschaftliche Bewegung in Argentinien bezeichnet, die seit den 1940er Jahren besteht. Benannt ist sie nach der mit ihr verknüpften anfänglichen Führungsfigur Juan Perón, der 1946 erstmals die Regierung übernahm. Der Peronismus stellt sich als vielgestaltige populistische Bewegung dar, die sich im Verlauf ihrer Geschichte ideologisch, organisatorisch und personell wesentlich veränderte. Sie integrierte eine Vielzahl politischer Ziele und Anschauungen, denen einzig die Berufung auf das Volk und auf Perón als Führer gemein war. Bis heute ist der Peronismus eine prägende politische Kraft Argentiniens.
In der ersten Regierungszeit Peróns von 1946 bis 1955 erlebte die Bewegung ihre klassische Ausprägung. Nach dem Militärputsch vom September 1955, dem zeitweisen Verbot, Arbeit in der Opposition und der Zeit der 1966 begonnenen Militärdiktatur stellte der Peronismus die Regierung von 1973 bis 1976 ein zweites Mal. Perón war bis zu seinem Tod 1974 wieder Präsident Argentiniens, anschließend bis 1976 war seine dritte Ehefrau Isabel Perón Präsidentin.
Gleichzeitig und insbesondere während der Militärdiktatur von 1976 bis 1983 vollzog sich im Peronismus ein Wandel zu einer demokratischen Partei, so dass die folgende Phase vielfach als Neo-Peronismus bezeichnet wird. Nach der Demokratisierung Argentiniens in den 1980er Jahren übernahm die peronistische Partei 1989 unter Carlos Menem wieder die Regierungsverantwortung. Die späteren argentinischen Präsidenten Adolfo Rodríguez Saá (2001), Eduardo Duhalde (2002–2003), Néstor Kirchner (2003–2007), Cristina Fernández de Kirchner (2007–2015) und Alberto Fernández (2019–2023) gehörten ebenfalls der peronistischen Partei an.
Organisiert ist die peronistische Bewegung durch die Partido Justicialista (PJ, „Gerechtigkeitspartei“, vor 1950 „Partido Peronista“ und „Partido Laborista“) und die angeschlossenen Gewerkschaften, die unter dem Dachverband „Confederación General del Trabajo de la República Argentina“ (CGT) zu Zeiten Peróns gleichgeschaltet wurden; später unterteilte sich die CGT aber wieder in kleinere Verbände. Die Gefolgschaft Peróns setzte sich anfangs aus ehemaligen Mitgliedern der Unión Cívica Radical, Arbeitern und Gewerkschaftsführern sowie verschiedenen konservativen, nationalistischen und katholischen Gruppen zusammen. Perón genießt bis heute eine große Popularität in Argentinien, nicht zuletzt wegen seiner zweiten Frau Eva (Evita) Perón.

## Geschichte des Peronismus

### Entwicklungen vor der Machtübernahme Peróns
In den Jahrzehnten vor der Regierungsübernahme Peróns führten Veränderungen in der argentinischen Wirtschaft zu einem Wandel der Gesellschaft. Diese war bis in die 1920er Jahre weitgehend traditionell postkolonial geprägt. In der auf Export von Rohstoffen fokussierten Wirtschaft spielte die Industrie keine wesentliche Rolle, es gab daher auch kein bedeutendes urbanes Proletariat. In den ersten Jahrzehnten des 20. Jahrhunderts gehörte Argentinien zu den wohlhabendsten Nationen und zog zahlreiche Immigranten an. Seit 1916 wurde Argentinien demokratisch regiert. Die größtenteils auf dem Export nach Europa und in die Vereinigten Staaten fußende Wirtschaft brach nach der Weltwirtschaftskrise von 1929 zusammen. In der Folge verloren die demokratischen Kräfte der Unión Cívica Radical (UCR), allen voran der greise Präsident Hipólito Yrigoyen, das Vertrauen der Bevölkerung, zumal sie durch zahlreiche Korruptionsskandale geschwächt waren.
Sie wurden abgelöst von einer reaktionären Regierung unter José Félix Uriburu, die den konservativen wirtschaftlichen Eliten nahestand, die sich eine Verbesserung ihrer ökonomischen Situation versprachen. Die Regierung Uriburu wurde am 6. September 1930 mit Unterstützung putschender Militärs eingesetzt und regierte mit scheindemokratischen Mitteln. Die gesamten 1930er Jahre herrschten Regierungen, die von einem konservativen Parteienverbund bestimmt wurden, der später als „Concordancia“ bekannt wurde und die Unterstützung des Militärs genoss. Zur wirtschaftlichen Belebung und zum Erreichen einer größeren Unabhängigkeit von der weltweiten Konjunktur forcierten sie die importsubstituierende Industrialisierung, also die Produktion zuvor importierter Konsumgüter im eigenen Land, wodurch das urbane Industrieproletariat in den 1930er und 1940er Jahren rasch anwuchs. Das Industrieproletariat rekrutierte sich aus bisherigen Landarbeitern, aber vielfach auch aus europäischen Immigranten. Diese begannen sich, wie in ihrer Heimat, in Gewerkschaften zu organisieren. Die Gewerkschaften waren verboten und mussten weitgehend in der Illegalität arbeiten.

### Die Machtübernahme Peróns

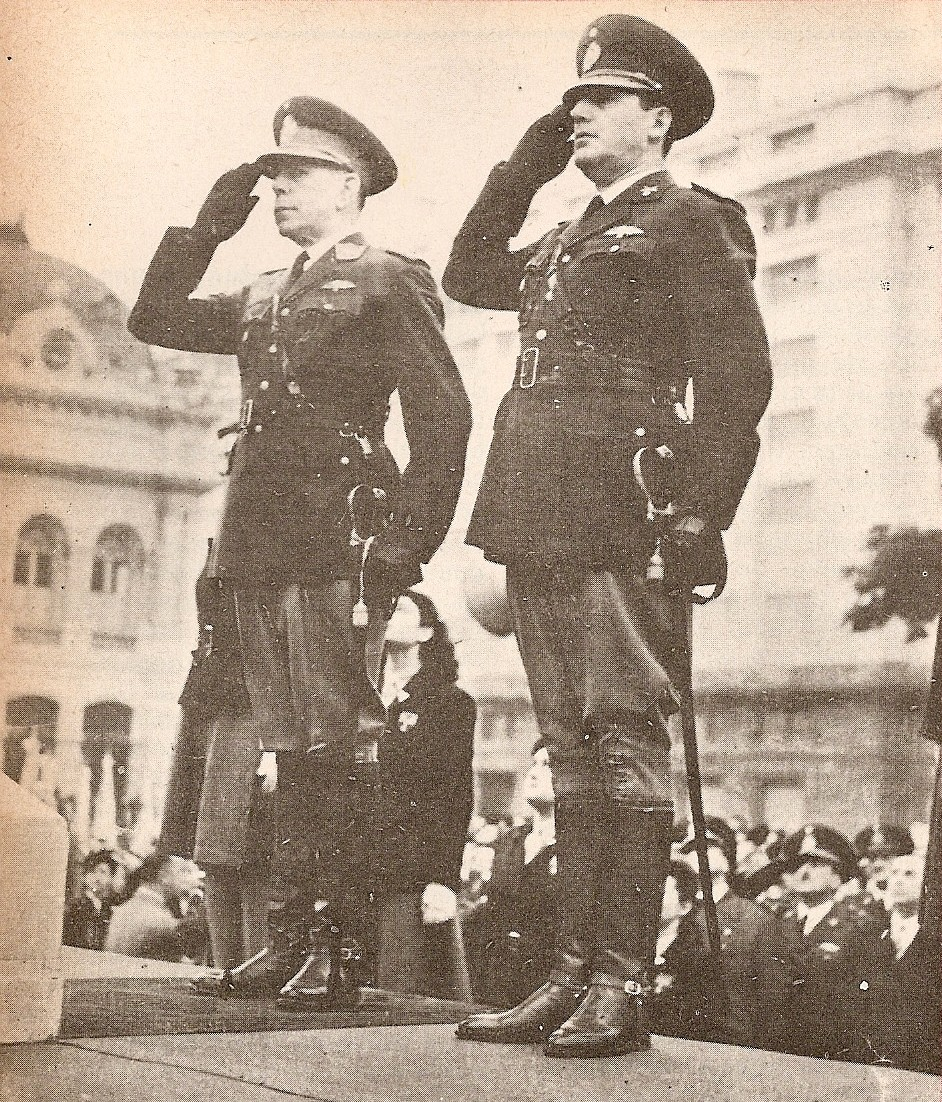
Perón (rechts) mit Präsident Edelmiro Farrell im April 1945

In den späten 1930er Jahren erstarkten nationalistische Gruppen, die sich teils am Volksgemeinschaftsgedanken und dem Ständestaatsmodell des europäischen Faschismus orientierten, soziale Gerechtigkeit („justicia social“) propagierten und unter den Angehörigen des urbanen Industrieproletariats starken Anklang fanden. Im Geiste dieser politischen Strömung, die einen dritten Weg zwischen Kapitalismus und Sozialismus propagierte, putschten nationalistische Militärs der Grupo de Oficiales Unidos (GOU) am 4. Juni 1943 gegen das herrschende Regime unter Ramón Castillo und errichteten eine autoritäre Militärdiktatur, die eine Annäherung an die Achsenmächte suchte. Perón war an diesem Putsch als nachrangiger Offizier beteiligt und übernahm anschließend das „Staatssekretariat für Arbeit und soziale Sicherung“.
Perón nutzte den ihm übertragenen Aufgabenbereich, um Beziehungen zu den führenden Gewerkschaften zu knüpfen und sie unter seine Kontrolle zu bringen. Er setzte sich das Ziel, den Einfluss politisch radikaler, insbesondere kommunistischer Gewerkschaften zurückzudrängen und ein Netzwerk loyaler Gewerkschaften aufzubauen. Kurz nach seiner Ernennung ordnete er Verhaftungen zahlreicher Arbeiter- und Gewerkschaftsführer an, deren Posten von Peróns Getreuen eingenommen wurden. Unter den vorigen Regierungen waren die Gewerkschaften stets Repressionen ausgesetzt und in die Illegalität gedrängt worden. Perón legalisierte sie und ließ ihnen einen legalen öffentlichen Status mitsamt Streik- und Widerstandsrechten zukommen, nachdem er ihnen eine neue Organisation unter seiner Führung verordnet hatte. Zusätzlich trieb er den raschen Aufbau des Wohlfahrtsstaates voran und setzte höhere Löhne sowie bessere Arbeitsbedingungen durch. Dies war möglich aufgrund der relativ guten wirtschaftliche Situation in den 1940er und 1950er Jahren, begünstigt durch die neutrale Haltung Argentiniens im Zweiten Weltkrieg. In dieser Lage war es vorübergehend möglich, kostspielige Reformen durchzuführen.
Durch den Aufbau eines wohlfahrtsstaatlichen Systems und die Vergabe von Sozialleistungen einzig über loyale Gewerkschaften machte Perón diese für die Arbeiterschaft interessant und gleichzeitig sich gefügig, da sie von seiner Vergabe der Privilegien abhingen. Zudem isolierte die Beschränkung von Sozialleistungen unliebsame Gewerkschaften, deren Mitglieder auf die neu eingeführten Leistungen verzichten mussten. Bald folgte ein bis heute gültiges Verbot von Einzelgewerkschaften, wodurch ganz im Sinne Peróns die zuvor erfolgreichen anarchistischen und kommunistischen Strömungen in der Arbeiterbewegung an den Rand gedrängt wurden. Nach einer gewissen Zeit führte dieses Vorgehen zu einer Gleichschaltung der Gewerkschaftsbewegung unter Peróns Führung, die angesichts der durch ihn erreichten Errungenschaften hingenommen oder gar begrüßt wurde. Die peronistisch organisierten Gewerkschaften erlebten einen enormen Zulauf. Die kommunistisch kontrollierte Gewerkschaftsföderation löste sich freiwillig auf und trat der peronistischen Föderation bei, ebenso die sozialistischen Gewerkschaften.
Innerhalb weniger Jahre stieg die Zahl der gewerkschaftlich organisierten Arbeiter von 200.000 auf über fünf Millionen, wodurch 55 bis 70 Prozent der ökonomisch aktiven Bevölkerung erfasst wurden. Weitere Sozialleistungen, unter anderem eine Preisbindung für Grundbedarfsgüter, wurden durchgesetzt und wichtige Industriebetriebe unter staatliche Verwaltung gestellt. Die Ausgaben für Sozialleistungen stiegen auf 10 Prozent des Bruttoinlandsprodukts. Das entstandene sozialpolitische System war hinsichtlich Reichweite, Aufwendungen und Ergebnissen an der Spitze der lateinamerikanischen Länder, der Lebensstandard erreichte den weltweit fünfthöchsten Stand. So sicherte sich Perón die Unterstützung des erstarkten Industrieproletariats, auf die er seine Herrschaft gründete.

### Erste Präsidentschaft Peróns (1946 bis 1955)

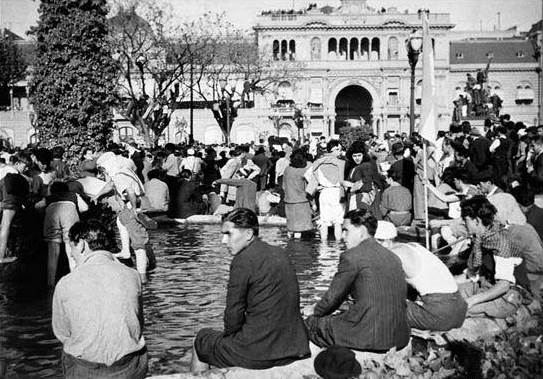
Anhänger Peróns am 17. Oktober 1945 auf der Plaza de Mayo

Die Popularität Peróns, der mittlerweile zum Vizepräsidenten aufgestiegen war, wurde von den herrschenden Militärs bald als Bedrohung empfunden. So zwangen sie ihn am 9. Oktober 1945 zum Rücktritt. Am 17. Oktober des gleichen Jahres, einem Datum, das als Geburtsstunde der peronistischen Bewegung gilt und bis heute gefeiert wird, kehrte er auf massiven Druck seiner Anhänger ins Amt zurück. Diese initiierten spontane Streiks und Massenkundgebungen zur Unterstützung Peróns. Auf Drängen der Anhänger Peróns und der westlichen Alliierten, die das Sympathisieren der Militärjunta mit den faschistischen Achsenmächten nicht vergessen hatten, kam es im Februar 1946 zu demokratischen Wahlen, bei denen Perón als Kandidat des Partido Laborista mit großer Mehrheit zum Präsidenten gewählt wurde. Zu dem Erfolg Peróns trug auch die Popularität seiner Frau Eva bei, die einflussreiche Frauenorganisationen der peronistischen Bewegung führte und 1947 das Frauenwahlrecht erkämpfte. Gleichzeitig sorgte sie als Primera Dama Argentiniens für die Repräsentation des Regimes im In- und Ausland. Ihr früher Tod 1952 steigerte ihre Verehrung ins Mythische.

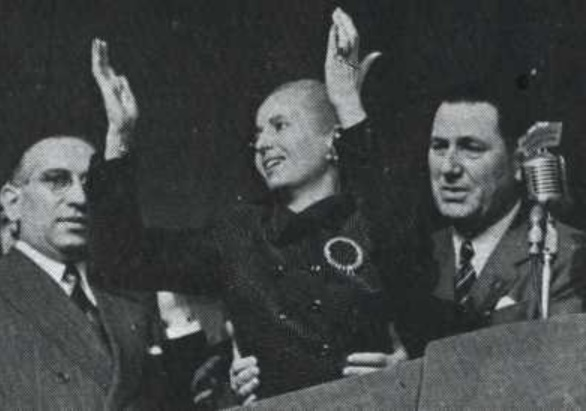
Eva Perón bei einer Kundgebung zur Feier des 17. Oktober in Buenos Aires (1951)

Durch die Errichtung eines umfassenden Wohlfahrtsstaats und soziale Reformen sicherte sich Perón zwar eine breite Unterstützung im Volk, die jedoch ab Beginn der 1950er Jahre im Zuge einer wirtschaftlichen Schwächephase – mit Einschnitten in den Wohlfahrtsstaat – zu schwinden begann. Gleichzeitig kam es zu einer vermehrten Desillusionierung gegenüber Perón. Seiner Demagogie gegen Imperialismus und die agrarische Oberschicht – vielfach wurde die Verstaatlichung des Großgrundbesitzes gefordert – ließ er keine Taten folgen, vielmehr kam es infolge der wirtschaftlichen Abkühlung zu einer Annäherung an die Vereinigten Staaten. Die Schwächung Peróns nutzten antiperonistische Militärs am 16. September 1955 zu einem erneuten Militärputsch, der von der Radikalen Partei (UCR) unterstützt wurde. Als Grund wurde angegeben, dass Perón gegen den Widerstand des Militärs, das sich als Hüter der Verfassung sah, mit einer Verfassungsreform eine zweite Amtszeit durchsetzte. Neben der formalen Rechtfertigung gaben Peróns autoritärer Führungsstil und laizistische Reformen, die gegen den Widerstand der katholischen Kirche durchgesetzt wurden, den Ausschlag zu seinem Sturz. Ebenso waren sein autoritärer Führungsstil und sein demagogischer Populismus vom Militär schon länger argwöhnisch betrachtet und als Gefahr angesehen worden.

### Opposition (1955 bis 1973) und Spaltung der Bewegung

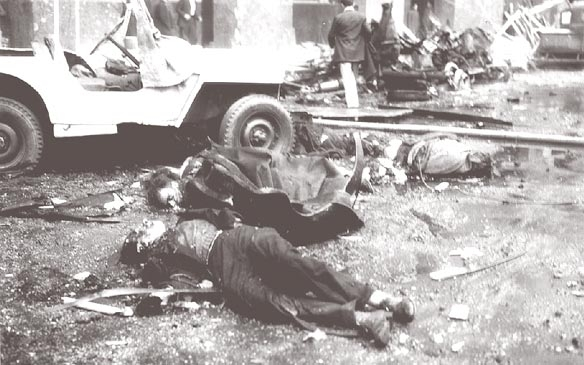
Opfer der Bombardierung der Plaza de Mayo 16. Oktober 1955

Perón floh ins Exil, und der PJ wurde zunächst verboten. Nächster Präsident wurde Arturo Frondizi (1958–1962) vom UCR. Jedoch verblieben die Anhänger des PJ und loyale Gewerkschaften als mächtige Vetospieler in der argentinischen Politik weiterhin präsent. Zahlreiche Anhänger Peróns leisteten in der Folge Widerstand gegen die Machtergreifung der Militärs. Die loyalen Gewerkschaften riefen zum Generalstreik auf und fortdauernde Kundgebungen sollten Perón zurück in sein Amt bringen, so wie es neun Jahre zuvor gelungen war. Bewaffnete paramilitärische Gewerkschaftsverbände lieferten sich Gefechte mit dem Militär, doch die Aufstände wurden alsbald niedergeschlagen. Höhepunkt der bürgerkriegsähnlichen Auseinandersetzungen war die Bombardierung einer Kundgebung auf der Plaza de Mayo, dem zentralen Ort der Kundgebungen in Buenos Aires, am 16. Oktober 1955 durch die argentinische Luftwaffe, bei der Hunderte Demonstranten zu Tode kamen.
In den folgenden Jahren kam es zu einem steten Wechsel demokratischer Regierungen verschiedener Couleur und militärischer Interventionen. Präsident Arturo Umberto Illia von der Radikalen Partei hob 1963 das Verbot des PJ wieder auf, woraufhin dieser die folgenden Wahlen für sich entscheiden konnte. Der Erfolg des PJ veranlasste das Militär zu einer neuerlichen Intervention und einer Aufhebung des demokratischen Wahlentscheids, um Perón von der Macht fernzuhalten. Nach dem erneuten Wahlsieg des PJ 1966 intervenierte das Militär im Rahmen der sogenannten Revolución Argentina. General Juan Carlos Onganía errichtete eine bis 1973 andauernde Militärdiktatur.
Ab den 1950er Jahren kam es zu einer Verschlechterung der ökonomischen Rahmenbedingungen. Der kostspielige argentinische Wohlfahrtsstaat, Preis für den innenpolitischen Frieden, belastete den Staatshaushalt nunmehr stark. Eine anhaltende Krise von Sozialsystem und Staatshaushalt machte sich bemerkbar. Diese führte wiederum zu einer Vergrößerung der Popularität der Peronisten, da die wirtschaftlich prosperierenden Jahre mit ihrer Herrschaft verknüpft wurden.
In dieser Zeit instabiler politischer und gesellschaftlicher Verhältnisse reagierten die Regierungen mit Blick auf die unruhige Stimmungslage trotz aller politischen Kurswechsel mit einer steten Expansion des Wohlfahrtsstaats, wodurch die wirtschaftliche Lage weiter verschärft wurde. Dies hatte seine Ursache in der ständigen Gefahr eines Eingreifens durch die beiden mächtigsten informellen Vetospieler der argentinischen Politik, das Militär und die peronistischen Gewerkschaften. Trotzdem konnte das Versorgungsniveau der Regierungszeit Peróns nicht gehalten werden. Aufgrund der stetigen Verschlechterung der wirtschaftlichen und sozialen Verhältnisse setzte insbesondere unter dessen Anhängern eine zunehmende Verklärung Peróns, ein Personenkult ein, so dass seine Popularität während der Zeit im Exil weiterhin hoch blieb und sogar noch wuchs.
Die Zeit in der Opposition führte gleichzeitig zu einem grundlegenden Wandel der peronistischen Identität und zu einer Emanzipation von der tatsächlichen Politik Peróns. Der Anführer der Bewegung, auf den die Mitglieder ihre Loyalität bezogen und dem im Peronismus stets eine „messianische Überhöhung“ zuteilwurde, weilte im Exil, eine einheitliche Ideologie, der sich die Mitglieder hätten verbunden fühlen können, hatte es nie gegeben, die Bewegung war vielmehr als „ideologisch diffus“ zu bezeichnen. Unter ihren Anhängern gab es nur einen losen Zusammenhalt, vermittelt über den Wunsch eines Fortbestehens der Bewegung und die Hoffnung auf eine Rückkehr Peróns an die Macht. Jedoch wurden mit der Rückkehr Peróns inhaltlich sehr unterschiedliche Hoffnungen verbunden. Der einigende Einfluss Peróns auf die verschiedenen Strömungen innerhalb der Bewegung verblasste zunehmend, so dass ab dem Ende der 1960er Jahre innerhalb der Bewegung Richtungskämpfe zwischen den verschiedenen Gruppen offen zu Tage traten.
Das Verbot des PJ stärkte die Anführer der Gewerkschaften, da die Gewerkschaften fortan die einzige legale organisierte Vertretung des Peronismus bildeten. Sie widerstanden allen Zerschlagungsversuchen und sahen sich als Sprachrohr ihrer Klientel, wodurch es ihnen gelang, die jeweils herrschenden Regierungen fortlaufend durch populistische Agitation und Widerstandsaktionen unter Druck zu setzen, ohne jedoch selbst in die Regierungsverantwortung treten zu können. Die meisten Gewerkschafter verfolgten einen orthodoxen politischen Kurs, der sich an der zurückliegenden Politik Peróns orientierte.

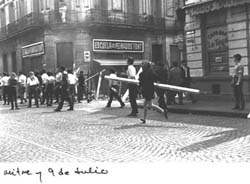
Gewalttätige Proteste linker, peronistischer Studenten in Rosario 1969 gegen das Verbot des PJ

Ihnen gegenüber standen die Reformer. Unter der Militärherrschaft Onganias schlossen sich viele linke Intellektuelle und Studenten, einst Gegner Peróns, sowie andere Dissidenten und Verfolgte der Militärherrscher der peronistischen Bewegung an. Die zunehmend revolutionäre Opposition der Peronisten zur Militärdiktatur deckte sich mit ihren Zielen und ließ sich, vor allem dank deren weiterhin vorhandenen breiten Basis und ihres guten Organisationsgrads, hervorragend für ihre politischen Bestrebungen nutzen. Aus ihnen bildete sich die Reformbewegung der Juventud Peronista.
Die Repressionen gegen die Peronisten durch Verbote und Unterdrückung des PJ samt dessen Anhängern führten zu einer vermehrt revolutionären Praxis und gewalttätigen Protesten. Die linken Splittergruppen des Movimiento Peronista Montonero wählten sogar eine Strategie der Stadtguerilla. Perón selbst sah in den revolutionären Gruppierungen vor allem den Nutzen einer Destabilisierung der Militärherrschaft Onganias.
Tendenziell entwickelte sich der peronistische Mainstream in den 1960er und 1970er Jahren nach links, vor allem in Abgrenzung zu den herrschenden Militärregimen, wenngleich in einigen Gruppierungen kooperative Strömungen zu beobachten waren, die eine Annäherung an die Militär-Junta suchten. Die wesentlichen konkurrierenden Gruppen waren die erstarkenden, reformorientierten linken Gruppen, die traditionalistischen Gewerkschafter und rechtsnationalistische Gruppen, die sich mit der Militärherrschaft arrangieren konnten.
Die Traditionalisten, vertreten vorwiegend vom Gewerkschaftsflügel, sahen den Peronismus weiterhin in seiner populistischen Ausrichtung und bauten auf ihre breiten Organisationen als Machtbasis. Sie verbanden mit der Rückkehr Peróns weniger revolutionäre Wünsche als vielmehr die Hoffnung auf Wiederherstellung des wirtschaftlichen und politischen status quo ante. Davon grenzten sich die Reformer ab, vorwiegend vertreten vom linken Flügel, später auch von Technokraten, die der althergebrachten Parteilinie skeptisch gegenüber standen, aber aufgrund ihrer fehlenden Integration in die peronistischen Basisorganisationen noch nicht über den Einfluss verfügten, der ihnen eine Führungsrolle innerhalb der Partei verschaffen konnte. Mit der traditionellen peronistischen Klientel und ihrer Ausrichtung hatten sie wenig gemein, so dass vor allem die Berufung auf Perón sie einte.

### Die zweite Amtszeit Peróns
Nachdem das Militärregime die wirtschaftlichen Probleme des Landes nicht in den Griff bekommen hatte, fanden im März 1973 demokratische Wahlen statt. Das Militär war nach der misslungenen Herrschaftsphase nicht in der Lage und gewillt, den PJ weiter von der Regierung fernzuhalten, und gestand zögerlich eine Teilnahme zu. Bei den Präsidentschaftswahlen trat der Peronist Héctor Cámpora als Präsidentschaftskandidat „von Peróns Gnaden“ an, nachdem Perón selbst eine Kandidatur untersagt wurde, und konnte fast 50 Prozent der Stimmen erringen.
Den Ausschluss Peróns hob Cámpora wenige Monate später auf, so dass sich bei erneuten Wahlen im Juli Perón schließlich zur Wahl stellen und gewinnen konnte. Nach der Rückkehr Peróns aus dem Exil wandte sich dieser zur Enttäuschung der Reformer der traditionalistischen Basis zu, so dass sich die Juventud Peronista von Perón lossagte und selbst als einzige Verfechterin des echten Peronismus sah. So kam es, dass nach dem Tod Peróns am 1. Juli 1974 zeitweise der linke Flügel des Peronismus Opposition gegen die sich ebenfalls auf Perón berufende Regierung betrieb, es zu gewalttätigen Auseinandersetzungen der Lager kam und die Regierung das Militär einsetzte, um die dem linken Peronismus nahestehende Guerilla zu bekämpfen.
Nachdem Perón, ohne dass er wesentlich Einfluss hätte nehmen können, verstorben war, übernahm seine Frau Isabel Perón, zuvor Vizepräsidentin, das Präsidentenamt. Sie wurde durch einen weiteren Militärputsch im März 1976 gestürzt. Die kurze demokratische Zwischenphase war geprägt von bürgerkriegsähnlichen Kämpfen zwischen Radikalen und Peronisten sowie den peronistischen Splittergruppen untereinander. Nach dem Tod Peróns, auf den sich die Hoffnungen der prekarisierten Massen stützten und der noch eine gewisse Autorität hatte einbringen können, versank das Land in Gewalt und Unregierbarkeit, so dass das Militär den einzigen Ausweg in einer Intervention sah. Unter Führung einer Militär-Junta sollte das Land in dem so genannten Prozess der Nationalen Reorganisation wieder stabilisiert werden. Bis zur Redemokratisierung 1983 erfolgten brutale Repressionen gegen Oppositionelle, darunter auch viele Peronisten.

### Militärdiktatur 1976 bis 1983
Nach dem neuerlichen Verbot des PJ und der Verfolgung seiner Funktionäre wurden 1979 auch die peronistischen Gewerkschaften und Basisorganisation verboten, die sich jedoch rasch im Untergrund wieder reaktivierten. Hierbei kam es zur Bildung konkurrierender Gewerkschaftsgruppen, der bisherige Gewerkschaftsdachverband (Confederación General del Trabajo de la República Argentina, kurz CGT) teilte sich in die „CGT Azopardo“, die sich dialogbereit gegenüber dem Militärregime zeigte, später den Falklandkrieg mittrug und den rechten, orthodoxen Parteiflügel vertrat, und die kleinere, dem linken Parteiflügel angehörende „CGT Brasil“, die das Militärregime durch klare Opposition und Widerstand in Form eines Generalstreiks zu bekämpfen versuchte. Neben diesen beiden konkurrierenden Gewerkschaften bestanden noch das „Movimiento de Unidad, Solidaridad y Organización“ (MUSO), das eine gemäßigte, ausgleichende Linie verfolgte, sowie einige rechte Splittergruppen. Somit vollzog sich auch organisatorisch die Spaltung des Peronismus.

### Rolle in der Demokratisierung Argentiniens nach 1983
Nach der militärischen Niederlage Argentiniens im Falklandkrieg 1982 kam es zum Kollaps des herrschenden Militärregimes. Bei den Wahlen 1983 traten die beiden traditionellen Parteien UCR und PJ gegeneinander an, wobei die UCR unter Raúl Alfonsín, entgegen vielfachen Erwartungen angesichts der Jahrzehnte währenden Dominanz des PJ, den Sieg erringen konnte.
Infolge der Wiederbelebung des PJ hatten die offenen Richtungskämpfe innerhalb des Peronismus an Bedeutung gewonnen, die durch die Vertreter der verschiedenen Gewerkschaften ausgetragen wurden, die jeweils Führungsansprüche erhoben. So kam es bei der Kür des peronistischen Präsidentschaftskandidaten zu erneuten Auseinandersetzungen zwischen den konkurrierenden Gewerkschaften.
Die führungslose – die nominelle Parteivorsitzende Isabel Perón verweigerte ihre Mitarbeit –, undiszipliniert sich selbst bekämpfende Partei erzielte erst kurz vor den Wahlen einen Kompromiss über die Kandidaten. Die orthodoxen Gruppen setzten sich als dominante Kraft durch und beanspruchten die Kandidatenkür für sich. Zu ihnen gehörte die parteiintern über den meisten Einfluss verfügende Gewerkschaftsgruppe der CGT Azopardo, die schließlich dafür sorgte, dass Italo Luder und Deolindo Bittel als Kandidaten für die Präsidentschaftswahl antraten.
Unter den Peronisten herrschte trotz aller Widrigkeiten absolute Siegesgewissheit, war doch der PJ bisher aus allen Wahlen, zu denen er zugelassen war, als Sieger hervorgegangen. Der Wahlkampf bediente somit auch die traditionellen Klischees des dumpfen Populismus, die dem Peronismus nachgesagt wurden.
Es wurden Feindbilder in Form der politischen Gegner bedient, man berief sich ganz in Peróns Tradition, allerdings mit weit weniger Charisma, großspurig auf das ganze Volk und strich die Vormachtstellung des Peronismus heraus, der auch die neuerliche Demokratisierung nichts anhaben könne. Derartige Kampagnen zielten vornehmlich auf die traditionelle Klientel, die Unterschicht. Symptomatisch für die Zerrissenheit und Planlosigkeit der Partei war die gebetsmühlenartige Berufung auf ihren verstorbenen Führer Perón, die sich als einzige verlässliche und verbindende Konstante zwischen den Lagern erwies.
Während des Wahlkampfes konnte Alfonsín die vergangene Unterstützung des Militärregimes und insbesondere des unpopulären Falklandkrieges durch die CGT Azopardo zu seinem Vorteil nutzen. Alfonsin präsentierte sich als Garant für eine tatsächliche Demokratisierung und respektvolle Auseinandersetzung mit dem politischen Gegner sowie liberale Werte und bürgerliche Freiheiten, vor allem für die Wahrung des Rechtsstaats, der sowohl unter der Militärdiktatur als auch unter Perón missachtet worden war.
Er erreichte eine deutliche Abgrenzung sowohl von der vorherigen Militärdiktatur als auch allen Regierungszeiten der Peronisten mit ihrem autoritären Führungsstil und galt als Kandidat für einen echten Neuanfang. In der Bevölkerung, die lange Zeit die parlamentarische Demokratie gegenüber plebiszitären oder klientelistischen Modellen oder teilweise gar Militärdiktaturen ablehnte – in Erinnerung an das Scheitern der ersten Demokratie nach der Weltwirtschaftskrise –, machte sich eine Wechselstimmung breit, die ihre Ursache in der wenig attraktiven Alternative hatte, die der vorherrschende, überkommene orthodoxe Peronismus zu dieser Zeit bot.
So kam es bei der Präsidentschaftswahl 1983 zu einer dramatischen Wahlniederlage des PJ. Daraus zog die Partei die Konsequenzen und suchte nach einer neuen Ausrichtung für die folgende Wahl 1989. Die bislang noch immer von orthodoxen Kräften bestimmte Parteilinie und insbesondere die Rolle der ihnen nahestehenden CGT Azopardo unter der Militärdiktatur wurde als Grund für die Niederlage ausgemacht, und die alternative Reformbewegung der renovados mit Carlos Menem, Antonio Cafiero und Carlos Grosso an der Spitze erlangte die Führungsrolle im PJ. Die renovados begründeten den Neo-Peronismus, eine Neuausrichtung der Partei unter weitgehendem Bruch mit der traditionellen Parteipolitik.
Die Gegenbewegung des Neo-Peronismus war in den 1970er Jahren in Abgrenzung sowohl zu den rechten als auch zu den linken Splittergruppen entstanden, die sich untereinander bekämpften. Sie hatte mit dem ursprünglichen Peronismus nur noch den Namen gemein und verfolgte ursprünglich eine Politik der gemäßigt sozialdemokratischen Mitte. Der Neo-Peronismus reformierte den PJ von Grund auf und formte ihn zu einer demokratischen Partei, wie sie im Rahmen der Demokratisierung gewünscht wurde. Die politische Linie veränderte sich seither mehrfach, in starker Abhängigkeit vom jeweiligen Parteivorsitzenden. Der Fokus der Neo-Peronisten liegt auf dem PJ, weniger auf den angeschlossenen peronistischen Organisationen.

### Peronismus in der Regierung (1989 bis 1999, 2003 bis 2015, seit 2019)
Die Wahl Carlos Menems hängt eng mit der katastrophalen wirtschaftlichen Situation zusammen, die unter der Regierungszeit Alfonsins kulminierte. Zu der fortdauernden Belastung durch den aufgeblähten Wohlfahrtsstaat kam noch die internationale Isolation infolge des zuvor regierenden, weltweit geächteten Militärregimes. Als 1989 die Wirtschaft zusammenbrach und die folgende Hyperinflation die Bürger in tiefe wirtschaftliche Not stürzte, verhalf ein durchgehender „antihyperinflationärer Konsens“ Menem zur Wahl. Dieser hatte durchgreifende Maßnahmen angekündigt, für die er eine breite Basis in der Bevölkerung hinter sich wusste. Zuvor hatte er die Traditionalisten der Gewerkschaften auf seine Seite gebracht, die in Hoffnung auf eine Rückkehr zur Macht auf seinen Reformkurs einschwenkten.
Die UCR hatte keine Chance, sich als Alternative zu positionieren, da sie für die Wirtschaftskrise verantwortlich gemacht wurde, deren Ursache weit zuvor lag. Gleichzeitig stellte die Wirtschaftskrise auch die Demokratisierung und deren Errungenschaften in Frage. „Vor dem Hintergrund des Scheiterns von Alfonsin und angesichts der wirtschaftlichen Notlage verfügte Menem bei seinem Amtsantritt über einmalige politische Handlungsspielräume.“ Diese nutzte er nun in einer als „Menemismo“ bezeichneten Politik, um rasche neoliberale Reformen nach chilenischem Vorbild umzusetzen, mitsamt Privatisierungen und einem radikalen Zusammenstreichen der Sozialleistungen. Mit diesen Maßnahmen entfernte er sich deutlich von der peronistischen Basis, die bald in offener Opposition zu ihm stand.
Die großen Handlungsspielräume, die ihm aus der Krise erwachsen waren, nutzte er außerdem, um eine autoritäre, delegative Politik zu betreiben, wofür er häufig auf Notverordnungen zurückgriff, zeitweise am Parlament vorbeiregierte und Entscheidungen einzig nach seinem Ermessen traf. Während seiner ersten Amtszeit (1989–95) schwang sich Menem zunächst zum unumschränkten Führer seiner Partei auf, geriet jedoch aufgrund seines Führungsstils und seiner weiten Auffassung von Befugnissen des Präsidenten, die ganz der eigentlich überwundenen Tradition Peróns entsprachen, bald auch innerhalb des Peronismus in die Kritik.

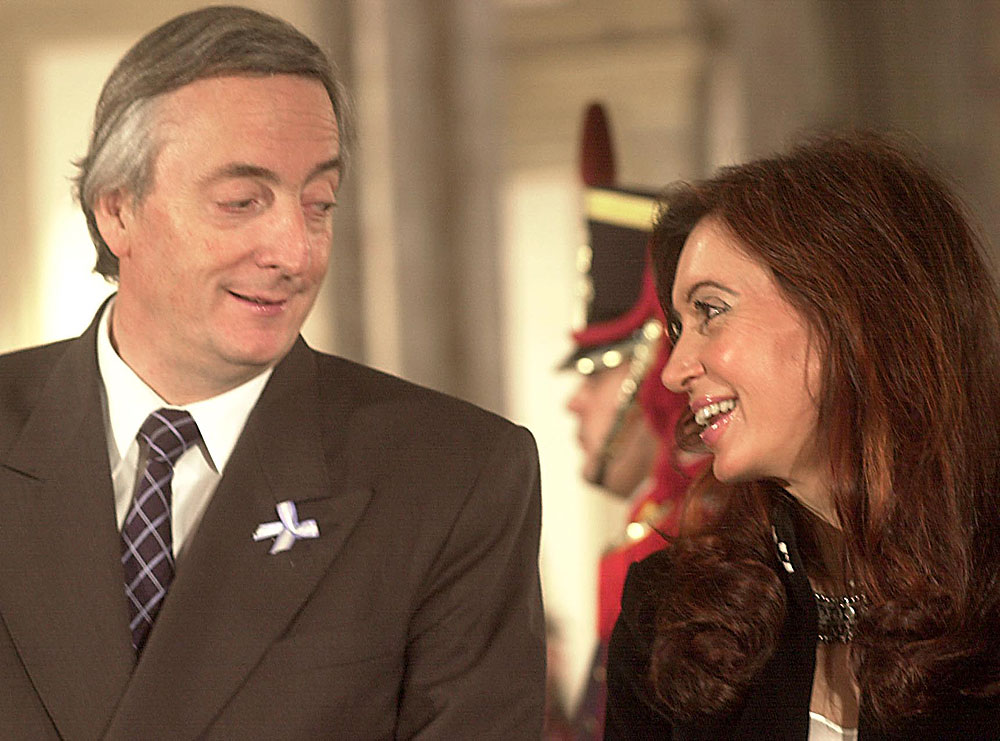
Néstor Kirchner mit seiner Frau Cristina Fernández

Mit der Verfassungsreform von 1994 veränderte Menem die Wahlmodalitäten. So wurde die Begrenzung der Amtszeiten des Präsidenten aufgehoben und die Direktwahl eingeführt. Mit diesen Reformen, die aufgrund der Mehrheitsverhältnisse möglich waren, kam es zu einer deutlichen Bevorzugung des PJ. Als Kompromiss mit der UCR einigte sich Menem auf eine Verkürzung der Amtszeit auf vier Jahre. 1999 konnte Fernando de la Rúa von der UCR die Präsidentschaftswahl für sich entscheiden, blieb jedoch angesichts der Argentinien-Krise glücklos und trat nach gewalttätigen Ausschreitungen in Buenos Aires, die zahlreiche Todesopfer forderten, am 21. Dezember 2001 von seinem Amt zurück. Seinen Nachfolgern, die in chaotischen Verhältnissen berufen wurden und nur wenige Tage im Amt blieben, folgte Eduardo Duhalde (PJ), der jedoch ebenfalls erfolglos gegen die Staatskrise ankämpfte. Der PJ konnte seine Dominanz nach dem großen Popularitätsverlust der UCR nach der Argentinien-Krise noch vergrößern, da de la Rúa für diese von großen Teilen der Bevölkerung verantwortlich gemacht wurde. So konnte der linksliberale Peronist Néstor Kirchner die Präsidentschaftswahl für sich entscheiden und wurde am 25. Mai 2003 als Präsident vereidigt. Bei der Wahl lag er zunächst hinter seinem parteiinternen Konkurrenten Menem, der jedoch in der Stichwahl nicht mehr antrat. Nach dem Ende seiner Amtszeit 2007 konnte Kirchners Frau Cristina Fernández de Kirchner die Präsidentschaftswahl gewinnen. Sie blieb bis 2015 im Amt und wurde von Mauricio Macri von der konservativen Propuesta Republicana (PRO) abgelöst. Bei den darauf folgenden Präsidentschaftswahlen 2019 setzte sich die Wahlformel Alberto Fernández/Cristina Fernández de Kirchner von der peronistischen Frente de Todos durch.

## Charakterisierung des Peronismus

### Politische Ziele
Eine wesentliche Grundidee des Peronismus war der justicialismo, ein Konzept, das einen dritten Weg zwischen Kapitalismus und Sozialismus in einer Vorstellung von sozialer Gerechtigkeit (justicia social) suchte. Als primäre Ziele wurden eine forcierte Industrialisierung, gleichmäßige Verteilung der Einkommen und die Schaffung eines Wohlfahrtsstaats mit umfassender Sozialpolitik propagiert. Hierzu wurde eine undogmatische Politik verfolgt, die jedoch trotz des reformorientierten Ansatzes nicht auf Kosten der Mittelschicht und der gesellschaftlichen Eliten ging, wodurch sich Perón deren Unterstützung im Kampf gegen radikale politische Kräfte sichern konnte. Dieser pragmatischen Haltung stand jedoch eine Rhetorik gegenüber, die gegen die Oligarchie, insbesondere die traditionelle agrarische Oberschicht der Grundeigentümer und estancieros (Viehzüchter), und den US-amerikanischen Imperialismus gerichtet war.
Peróns Sozialpolitik war „vom korporatistischen Modell des autoritären Ständestaats inspiriert, bei dem Parallelen zu Franco in Spanien und zum italienischen Faschismus nicht zu übersehen sind.“ Weiterhin war der Peronismus geprägt von einem starken Nationalismus, einer blockfreien, in der Frühphase vielfach anti-amerikanischen und anti-imperialistischen Außenpolitik mit Weltmacht-Ansprüchen und einer antikommunistischen Grundhaltung. Mit der Abschwächung des wirtschaftlichen Wachstums in den frühen 1950er Jahren suchte Perón die Annäherung zu den Vereinigten Staaten.
Nach dem Sturz Peróns galt dessen Wiedereinsetzung lange als vorrangiges Ziel der peronistischen Bewegung, auch in Ermangelung einigender politischer Ziele der verschiedenen Lager. Grundlage peronistischer Politik blieb jedoch stets die Berufung auf das Volk. In den 1990er Jahren trat die Überwindung der wirtschaftlichen Krise Argentiniens in den Vordergrund, die von den verschiedenen innerparteilichen Lagern höchst unterschiedlich angegangen wurde.

### Ideologische Einordnung und Verhältnis zum Faschismus
Die ideologische Einordnung des Peronismus ist schwierig, da die Bewegung einerseits viele politische Überzeugungen integrierte, andererseits im Laufe ihrer Geschichte mehrere grundlegende Wandel durchlief. Unbestritten ist die Nähe Peróns zum europäischen Faschismus und die Bewunderung der Franco-Diktatur. Viele der Eigenschaften des Peronismus – etwa Peróns Herrschaftsstil, der Bewegungscharakter und der propagierte Nationalismus – lassen Ähnlichkeiten erkennen. Vergleiche mit dem Austrofaschismus und dem italienischen Faschismus ergeben signifikante Übereinstimmungen. Die wahrgenommene Nähe des Peronismus zum europäischen Faschismus liegt jedoch auch in den zeitlichen und kulturellen Parallelen der Regime begründet.
Schwierigkeiten bei der Einschätzung bereitet schon der Vergleich mit faschistischen Regimen der Zeit, die ja ihrerseits höchst unterschiedliche Elemente umfassten (vgl. Faschismustheorie). Viele dieser Elemente lassen sich auch in anderen politischen Bewegungen finden, ohne dass diese faschistisch sein müssten. Die Beantwortung der Frage, ob die Herrschaft Peróns ein faschistisches Regime darstellt, hängt maßgeblich davon ab, wie weit der zum Vergleich herangezogene Faschismusbegriff gefasst ist. Die durchgehend demokratische Legitimation seiner Herrschaft und die Nähe seiner realen Politik eher zum Sozialismus als zum Nationalismus sind nicht typisch für faschistische Regimes dieser Zeit, und es fehlt vor allem eine totalitäre, durchdringende Ideologie. An dieser Stelle spielte der Katholizismus eine Rolle, der die argentinische Gesellschaft prägt. Tatsächlich konnte Perón nie eine ideologisch homogene Ausformung des Peronismus erreichen, was sich nach seinem Sturz zeigte, als sich die Bewegung auseinanderentwickelte. Wenn Peróns Herrschaft faschistoide Züge aufweist, so lässt sich dies nicht auf die peronistische Bewegung verallgemeinern, die zwar stark personalisiert auf Perón als Führer (bzw. Caudillo) zugeschnitten, aber nicht durchgängig ideologisiert war. Vielfach wird Peróns Herrschaft auch als moderner Bonapartismus bezeichnet, was sie wiederum in die Nähe des Faschismus rückt. Insgesamt weist der Peronismus unter Perón die größte Ähnlichkeit mit der konservativ-autoritären Franco-Diktatur auf, jedoch ergänzt durch eine teils gegensätzliche populistische, modernisierungsorientierte und solidarische Grundhaltung.
Der heutige Neoperonismus besteht aus mehreren, ideologisch teils stark unterschiedlichen Gruppierungen mit unterschiedlichen Führungspersönlichkeiten, die ihnen den Namen geben. Carlos Menem, Präsident zwischen 1989 und 1999, verfolgte mit seinen Menemismo eine eher konservativ-liberale Politik, während sich der bis 2007 amtierende Präsident Néstor Kirchner wieder der Sozialdemokratie annäherte.

### Verhältnis zur Demokratie
Die Demokratie unter der ersten Präsidentschaft Peróns war geprägt von extremem Präsidentialismus und einem autokratischen Staatsverständnis. Der Parlamentarismus trat hinter Perón als Führer zurück, der sich direkt über Volk und Partei legitimierte. Die Demokratie unter der Präsidentschaft Peróns kann zwar als hochgradig defekt bezeichnet werden, gleichwohl wurde er demokratisch gewählt. Der Peronismus verstand sich als Vertreter des gesamten argentinischen Volkes, politische Gegner wurden dementsprechend als Feindbilder stilisiert, auch die Ausrichtung an ihrem Führer Perón förderte eine illiberale und delegative Auffassung von Demokratie. Die Peronisten sahen sich im historischen Selbstverständnis als Partei, die „entweder in der Regierung ist oder verboten.“
Der starke Einfluss der Basisorganisationen und ihre Macht innerhalb der argentinischen Gesellschaft waren über mehrere Jahrzehnte einerseits Ursachen für die Defekte der argentinischen Demokratie, andererseits – durch ihre Bedrohung der staatlichen Ordnung – wiederholt Auslöser für antidemokratische Interventionen des Militärs. Durch die mit dem Namen Perón verbundenen Sozialleistungen bildete sich in den von ihm organisierten Gewerkschaften die Tradition heraus, „politische Bürgerrechte für weniger wichtig zu halten als soziale Rechte.“ Demzufolge wurden illiberale und delegative Entwicklungen unter Perón in der Bewegung hingenommen oder gar gefördert. In diesem Klima bildete sich im Peronismus ein schädliches Verständnis von Demokratie heraus, das sich in Demokratiedefekten ausdrückte. Unter Perón traten Rechtsstaat und liberale Demokratie gegenüber der sozialen Sicherheit zurück. Unter Menem wurde diese Tradition unrühmlich fortgesetzt. Zwar entfremdete sich dieser, zum Teil infolge der Wirtschaftskrise, von den Idealen des Peronismus, behielt aber zur Umsetzung seiner Ziele den tradierten autoritären Führungsstil bei.
Die zunehmende Abkehr des PJ von popularen Strategien stellt zwar für die Demokratie eine Erleichterung dar, andererseits entwickelte sich die Regierungszeit von Menem zu einer Umkehrung der Verhältnisse. Zwar agierte er nicht mehr wie seine Vorgänger aus populistischen Strategien heraus autoritär, sondern gerade zum Zweck einer Umsetzung unpopulärer Maßnahmen, zum Teil gegen die eigene Klientel. Unter der Präsidentschaft Menems kam es zu einem Rückfall in Zeiten defekter Demokratie und einem Rückschritt bei der Konsolidierung der argentinischen Demokratie nach 1983. Neben seinem delegativen und autoritären politischen Führungsstil kam es weiterhin zu Verletzungen der Rechtsstaatlichkeit. Auch seinem peronistischen Nachfolger Kirchner wurde wiederholt Populismus vorgeworfen, jedoch machte er sich weit mehr als seine Vorgänger die demokratischen Spielregeln zu eigen.

### Struktur des Peronismus
Die peronistische Bewegung besteht organisatorisch aus dem Partido Justicialista und den peronistischen Gewerkschaften, die unter dem Dachverband „Confederación General del Trabajo de la República Argentina“ (CGT) gleichgeschaltet wurden, der später aber in mehrere kleinere Gewerkschaftsverbände zerfiel. Unter der Führung Peróns war der PJ nur der verlängerte Arm der peronistischen Bewegung, deren parlamentarische Vertretung. Ziel der Anstrengungen war es, den Staat für die Interessen der Bewegung zu mobilisieren, jedoch den Einfluss der Institutionen der Partei auf diesen Zweck zu reduzieren. Die Partei besaß nur eine schwache Organisation im Vergleich mit der ihr angeschlossenen Basis und ihren Organisationen. Diese wirkten mit ihren stark personalisierten Führern massiv auf die Partei ein und bestimmten deren Kurs.
Die peronistische Bewegung und die Anführer der loyalen Gewerkschaften emanzipierten sich nach seinem Sturz von Perón, beriefen sich jedoch fortdauernd auf ihren exilierten Führer und setzten ihre Politik in seinem Namen fort. Abseits der orthodoxen Gewerkschaften bildete sich eine Vielzahl von Splittergruppen, deren Motivation von marxistischen bis zu nationalistischen Zielen reichte und die sich teilweise untereinander bekämpften. Insgesamt präsentierte sich die peronistische Bewegung fortan in einem sehr inhomogenen Zustand, gespalten in rivalisierende Lager mit weit divergierenden politischen Zielen, das mächtigste unter ihnen war der Gewerkschaftsflügel. Nun zeigte sich deutlich, „dass der Peronismus als historische Bewegung […] über keine klare ideologische Linie verfügte, weder die Bewegung noch die Partei.“
Nach der Demokratisierung Argentiniens 1983 gewann der PJ die Führung gegenüber den Gewerkschaften und hielt nur mehr je nach innerparteilichem Lager eine mehr oder weniger lose Bindung zur Basis. Im Zuge des Neo-Peronismus brachte Menem in den 1980er Jahren die führenden Gewerkschaftsverbände auf seine Linie. Nach der Regierungsübernahme 1989 und den von ihm durchgeführten Reformen begab sich die Parteiführung jedoch in direkte Opposition zur eigentlichen Basis. Der Wandel der Organisationsstruktur des Peronismus rührt einerseits von dem Demokratisierungsprozess her, der auf eine repräsentative Demokratie mit Herausbildung eines stärkeren Parteiwesens abzielte, andererseits von dem überkommenen unpopulären Erscheinungsbild des in sich zerstrittenen Gewerkschaftswesen, das sich in der Wahlniederlage von 1983 manifestierte. Nach der Demokratisierung Argentiniens kam den Parteien eine wesentliche Rolle bei deren Konsolidierung zu, so dass der PJ gegenüber den Gewerkschaften und Basisorganisationen an Gewicht gewann, wenngleich diese zu Beginn die Parteipolitik vorgaben und die Parteiführung durchdrangen.
Mit der Entwicklung zu einer normalen parlamentarischen Partei nach der Demokratisierung 1983 verabschiedete der PJ sich größtenteils von seiner traditionellen popularen Legitimation. Die neoliberalen Reformen Menems, die gerade in Opposition zur Basis der eigenen Bewegung durchgeführt wurden, offenbarten die Trennung von PJ und Gewerkschaften und somit die Trennung zwischen der Parteielite und der Basis im Volk. Die direkte Berufung und Bezugnahme der peronistischen Führung auf die eigene Basis hatte seit Perón den Grundpfeiler der Bewegung dargestellt. Seit dem Neo-Peronismus dient der PJ den rivalisierenden innerparteilichen Lagern vor allem als Organisationsbasis. Als größte argentinische Partei verfügt der PJ über die nötigen Ressourcen und eine treue Stammwählerschaft, wenngleich eine gemeinsame Parteilinie oder parteiliche Geschlossenheit kaum vorhanden sind. Es ist üblich, dass bei Wahlen mehrere Peronisten gegeneinander antreten. Die verschiedenen Gruppierungen angehörenden Kandidaten stellen sich oft unter unterschiedlichen Namen zu Wahl, teilweise um ihre Zugehörigkeit zur Partido Justicialista zu verschleiern. Der PJ ist somit eine breit gefächerte Volkspartei, die in sich sehr inkohärent ist und interne Positionskämpfe, ganz im Sinne ihres traditionellen Alleinvertretungsanspruchs, bei öffentlichen Wahlen austrägt.

### Mobilisierungsbasis
Perón wurde anfangs von einem breiten Bündnis aus konservativen und nationalistischen Kräften, ehemaligen Anhängern der radikalen Partei und gemäßigten Linken unterstützt, wodurch sich eine Zuspitzung der argentinischen Politik auf Peronisten und Antiperonisten und auch die weite politische Auffächerung des Peronismus herausbildete, die das argentinische Parteiensystem bis heute prägt. Da Perón zum Zeitpunkt seiner Machtübernahme über keine strukturierte Partei verfügte, die ihm eine Unterstützungs- und Vermittlungsinstanz bieten konnte, musste er auf eine heterogene, anfangs weitgehend lose Gefolgschaft bauen. Um sich diese zu sichern, setzte er auf sein persönliches Charisma als Führerfigur und eine breite Basis in der Bevölkerung. Sein Projekt bestand darin, eine verpflichtende Bindung der Menschen an seine Person herzustellen, ihr Bewusstsein zu „kolonisieren“ und sich der gesamten Kultur und aller Räume ziviler Teilhabe zu bemächtigen, in denen informiert, unterrichtet und erzogen wurde.

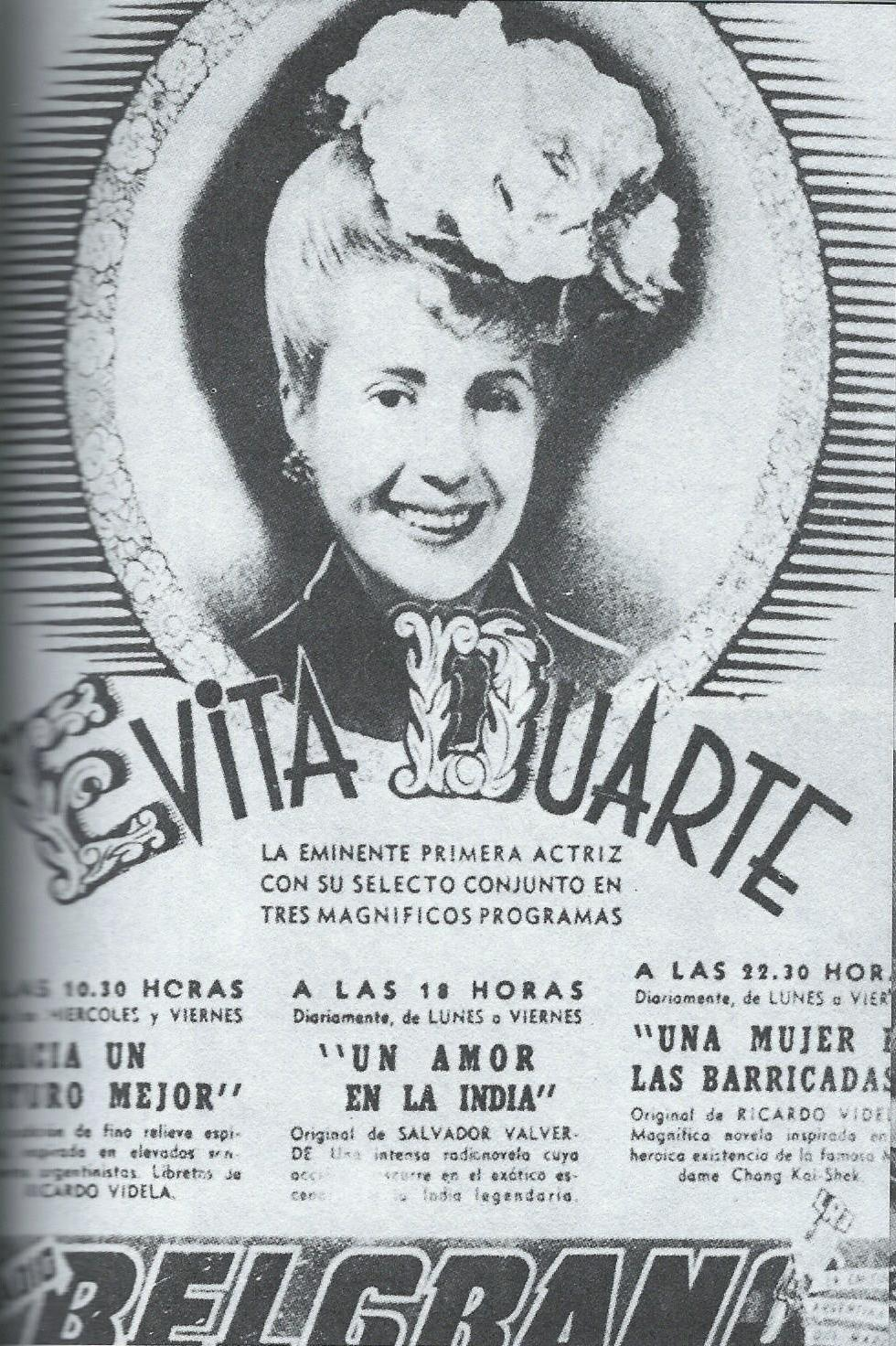
Sendungen mit Eva Perón auf Radio Belgrano, ca. 1944. Dieser Sender musste unter Perón als erster verkauft werden.

Dazu musste er die Kommunikationsmedien unter seinen Einfluss bringen, wozu Eva Peróns große Bekanntheit als Schauspielerin und Radiosprecherin beitrug. Bereits kurz nach seiner Wahl schränkte er die freie Presse stark ein und zwang die Eigentümer privater Rundfunksender, diese zu verkaufen. Den Medien, aber auch der Kunst und Literatur kam die Rolle zu, ihn und seine Frau zu mythischen Protagonisten von Seifenopern (telenovelas), quasi zu Heiligen zu überhöhen. Das funktionierte nur, indem er gleichzeitig klare ideologische Festlegungen vermied, die ihn unter seinen untereinander teils widersprechenden Unterstützern hätten Loyalitäten kosten können. Vielmehr zeichnete sich sein Regierungsstil durch Pragmatismus und Volksnähe aus, doch mit zunehmender Macht entwickelte er einen autoritären Führungsstil.
Die breite Unterstützung im Volk hatte ihre Basis in der Mobilisierung der Anhänger peronistischer Gewerkschaften und der Arbeiterschaft, der Perón erstmals in Argentinien politische und soziale Anerkennung verschafft hatte. Er baute ein straffes etatistisch-interventionistisches Staatswesen auf, einen konservativen Wohlfahrtsstaat von oben mit einem hohen Grad an Korporatismus. Die forcierte Wohlfahrtsstaatlichkeit entsprang Peróns machtpolitischem Kalkül:
„Die Sozialpolitik wurde zu einer wesentlichen Legitimationsgrundlage seiner populistischen Herrschaft, die auf einer Inkorporierung vor allem der städtischen Arbeiterschaft unter der unangefochtenen Führung Peróns abzielte. […] Die Arbeiterschaft wurde so zum Rückgrat des Peronismus und zur wesentlichen Machtstütze peronistischer Herrschaft.“
Unter Peróns uneingeschränkter Führung fand die politische Massenintegration über die vertikal durchlässigen, hierarchisch organisierten Gewerkschaften und Basisorganisationen statt. Sie verfolgten ihrerseits sowohl in ihrer politischen Ausrichtung, als auch über die Interessen ihrer jeweiligen Klientel oder regionale Verankerung verschiedene Interessen. Die politische Ausrichtung orientierte sich an den jeweiligen Anführern, die jedoch zu Lebzeiten Peróns stets in dessen Schatten standen und sich unterordneten. Perón als Ausgleicher, vielfach kleinster gemeinsamer Nenner und Gemeinschaft stiftende Symbolfigur konnte die widerstrebenden Interessen in einer gemeinsamen Bewegung bündeln.
Nach dem Tod Peróns jedoch brach der einende Faktor weg. Die jeweiligen Anführer der verschiedenen Organisationen waren ihrer Beschränkung durch den übermächtigen Führer entbunden und stürzten sich untereinander in teils gewaltsame Auseinandersetzungen um die Führungsrolle in der Bewegung. Zugleich waren ab den 1960er Jahren verstärkt politische Kräfte in die Partei gedrungen, die nicht den klassischen Basisorganisationen entsprangen, somit nicht über die Basisbindung und Volksnähe, und damit in peronistischer Tradition Legitimation verfügten.
Die Verantwortung für die Wahlniederlage nach der Demokratisierung 1983 war vor allem den orthodoxen Kräften innerhalb der PJ zuzuordnen. Der dominierende Gewerkschaftsflügel mit seiner traditionsverhafteten Ausrichtung wurde nun als Anachronismus angesehen. Er war Träger der populistischen Ausrichtung des Peronismus und unter Perón zwar die Seele der Partei, doch unter der jetzigen Führung erschien er nicht mehr praktikabel. Damit verlor der Gewerkschaftsflügel seinen innerparteilichen Einfluss an die Reformer, die nicht mehr der althergebrachten Rhetorik verhaftet und an der Basis verwurzelt waren. Seither wird die Partei von Politikern dominiert, die sich als politische Elite sehen und definieren.

### Populismus
Der Peronismus gilt als klassische populistische Bewegung, die sich unter Berufung auf das Volk gegen die etablierte Oligarchie richtete. Perón bediente sich gezielt der „Massenbewegung und Massensuggestion“ als Politikstil. In seiner frühen Ausprägung stellt sich der Peronismus im Wesentlichen als Entwicklungspopulismus dar, der sich gegen die etablierte Herrschaft der Oligarchie richtet, die nach der ersten demokratischen Erfahrung in Argentinien von 1916 bis 1930 wieder an die Macht gekommen war. Nach der Amtsübernahme entwickelte das Perón-Regime eine Politik, die durch populistische Agitation diskreditierten staatlichen Institutionen zu ignorieren und nur in dem Sinne zu gebrauchen, wie sie den Zielen Peróns nützlich waren. Die staatlichen Ressourcen wurden vorrangig eingesetzt, um die Beziehungen zur Basis zu erhalten und ihre Erwartungen zu erfüllen. Dies schloss keine Politik des starken Staates aus, jedoch präsentierte sich dieser nicht in seiner von der Verfassung vorgesehenen Form, sondern vielmehr in seiner direkt von Volk und der Partei unter Umgehung des Parlamentarismus abgeleiteten Macht.
Seine Basis fand der Peronismus in dem zahlenmäßig rasch wachsenden, politisch nicht integrierten Industrieproletariat der Städte, insbesondere von Buenos Aires. Seine Legitimationsgrundlage sollte die Umverteilung der sozialen Sicherheit sein, Ziel war die propagierte soziale Gerechtigkeit und gleichzeitig weiterhin betriebene Industrialisierung, wobei in der Abschottung gegenüber dem Weltmarkt eine antiimperialistische und nationalistische Komponente sichtbar wurde. Anders als vergleichbare populistische Bewegungen Lateinamerikas dieser Zeit spielte die Landarbeiterschaft und somit Forderungen nach Agrarreformen keine wesentliche Rolle. Während die klassischen Populisten danach trachteten, die Macht im Staat zu erlangen, um dessen Ressourcen zum Instrument ihrer Politik zu machen, zielten Neo-Populisten wie Menem vielmehr darauf ab, ihre Politik am Staat und seinen Institutionen vorbei zu betreiben. Menems Politik entfernte sich jedoch von einer populistischen Praxis, je mehr er gegen die eigene Klientel und an ihr vorbei Politik betrieb.

### Nationalismus
Der peronistische Nationalismus baute auf dem „weißen, katholischen und hispanischen Nationalismus seiner Vorgänger“ auf. Die Gesellschaften der Nachbarländer wurden als gemischtrassig betrachtet. Rassistische und antisemitische Ideologeme knüpften an den antisemitischen Vorstellungen einer nationalistischen, katholizistischen Elite an. Die vorwiegend spanischstämmige Bevölkerung empfand große Sympathie für die spanische Franco-Diktatur und sah sich weiterhin in einer rein spanischen Tradition, die sie im eigenen Verständnis von den anderen Ländern Lateinamerikas abhob. Jedoch bestimmten Rassismus und Nationalismus nur in begrenztem Maße die tatsächliche Politik. Einen wesentlich größeren Einfluss hatte die durch den Nationalismus inspirierte anti-imperialistische und anti-kommunistische Grundhaltung, die zu Reformen und Umwälzungen innerhalb der Wirtschaft und Gesellschaft führte, mit dem Ziel, Argentinien durch eine einende Volksgemeinschaft zu stärken. Eine Idee, die wesentliche Anleihen im europäischen Faschismus nahm. Der US-amerikanische Soziologe und Politikwissenschaftler Seymour Martin Lipset charakterisierte den Peronismus als antikapitalistischen Nationalpopulismus, eine These, die wesentliche Elemente der peronistischen Herrschaft einschließt, die antikapitalistische Komponente jedoch überbetont, da diese zwar propagiert wurde, aber tatsächlich nur zögerlich und wenig wirksam Niederschlag fand.

### Unterstützung flüchtiger NS-Verbrecher

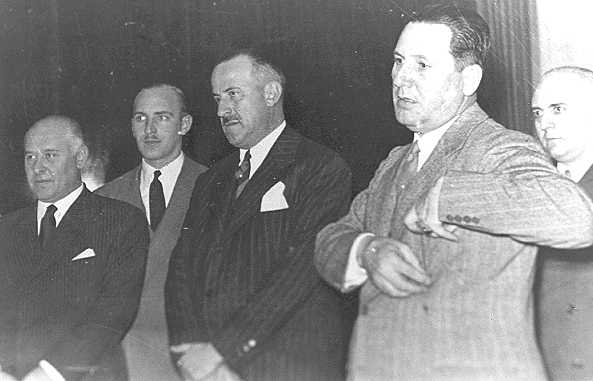
Perón mit Rodolfo Freude (2. von links)

Die Unterstützung flüchtiger NS-Verbrecher nach dem Zweiten Weltkrieg, darunter beispielsweise Josef Mengele und Adolf Eichmann, geschah mit Tolerierung oder gar Unterstützung Peróns. Mit Hilfe der katholischen Kirche und von Geheimdiensten, darunter der argentinische Geheimdienst División de Informaciones unter Leitung des deutschstämmigen Rodolfo Freude, gelangten eine Vielzahl von NS-Verbrechern nach Südamerika, vor allem nach Argentinien. Wie auch andere dortige Machthaber sympathisierte Perón mit den faschistischen Achsenmächten. Außerdem wünschten sich Militär und Peronisten gleichermaßen Argentinien als dritte Weltmacht und „konkurrierten mit den Alliierten im Wettlauf um die Rekrutierung von NS-Wissenschaftlern und Rüstungsexperten, die sie in den Dienst der eigenen Machtentfaltung stellen wollten.“ Vor dem Hintergrund des beginnenden Kalten Krieges wurde weithin von einem Dritten Weltkrieg ausgegangen, bei dem Argentinien und dem Katholizismus eine wesentliche Rolle für eine neue Weltordnung zugedacht wurde.

## Auswirkungen der peronistischen Politik

### Entwicklung des argentinischen Parteiensystems
Die integrative Offenheit des Peronismus für eine Vielzahl politischer Strömungen führte zur Entwicklung einer breiten Volksbewegung, die, solange nicht verboten, das argentinische Parteiengefüge dominierte. Durch die Politik der Integration und gleichzeitigen Verboten zahlreicher radikaler Gruppen vereinnahmte er bald die Arbeiterbewegung und deren Anführer, die im Peronismus gegenüber ihren alten Parteien Vorteile sahen. Viele ihrer Forderungen konnten durch eine starke Organisation und mit Unterstützung des Staates verwirklicht werden.
Für die andere traditionelle argentinische Partei, die UCR als Verfechterin des Respekts gegenüber der Verfassung, einer eher liberalen Demokratie und im Selbstverständnis als klientelistische Elitenpartei, stellte der Peronismus eine unversöhnliche Gegenposition dar. Die radikale Partei hatte in Argentinien 1916 die Demokratie erkämpft, aber niemals eine breite, organisierte Anhängerschaft in der Bevölkerung angestrebt, sie blieb vielmehr ein elitärer Politikclub.
So ergab sich die Situation, dass die PJ stets die politische Bühne dominierte, solange sie nicht verboten war, aber selbst während der Verbote blieb sie präsent. Vielmehr repräsentierten die Wahlen während der Verbote der PJ nicht den Willen der argentinischen Bürger. Die UCR konnte somit nur durch Interventionen in das demokratische Staatsgefüge oder in besonderen Krisenzeiten an die Macht gelangen. Hieraus ergibt sich eine Verknüpfung der UCR mit Bedenken der Wähler und Erinnerungen an Krisenzeiten, die wiederum die Popularität der PJ verstärkten. Aus dieser Situation ergibt sich eine dominante Stellung der PJ, die bis in die Gegenwart andauert.

### Gesellschaftliche Folgen
Der Peronismus veränderte die argentinische Gesellschaft durch seine fortdauernde Omnipräsenz und die Polarisierung zwischen Peronisten und Anti-Peronisten grundlegend. Kaum ein Bereich des öffentlichen Lebens blieb von den Umwälzungen der peronistischen Politik unberührt. Öffentliche Institutionen, Arbeiterorganisationen, Einrichtungen der Wohlfahrtsverbände, Schulen und medizinische Einrichtungen und große Teile der Wirtschaft wurden von Peronisten kontrolliert, da unter Perón alle Ämter von politisch unliebsamen Kräften gesäubert wurden. Diese Durchdringung der Gesellschaft führte innerhalb der Bevölkerung zu einer Politisierung, die eine Gefahr für den argentinischen Staat darzustellen vermochte. Auf die Gefahr für den argentinischen Staat und seine Verfassung reagierte wiederholt das Militär mit Interventionen. Somit gab es auch während des Verbotes der PJ eine Machtkonstellation mit zwei bedeutenden Vetospielern, dem Militär und den Anhängern des Peronismus, zwischen denen die jeweiligen Regierungen die Balance halten mussten. Dies führte zu einer Erstarrung der argentinischen Gesellschaft, die in wirtschaftlichen und sozialen Problemen mündete.
Die Städte bildeten das Zentrum der peronistischen Bewegung und auf das Industrieproletariat der Städte konzentrierte sich die Arbeit der Peronisten, während die Landarbeiter weiterhin eher in traditionell klientelistischen Verhältnissen zu ihren Grundherren lebten. Somit kam es durch die Förderung der urbanen Metropolen, allen voran Buenos Aires, und dem Zurückbleiben der ländlichen Gebiete zu einem weiteren Reibungspunkt innerhalb der argentinischen Gesellschaft.

### Wirtschaftliche Entwicklungen

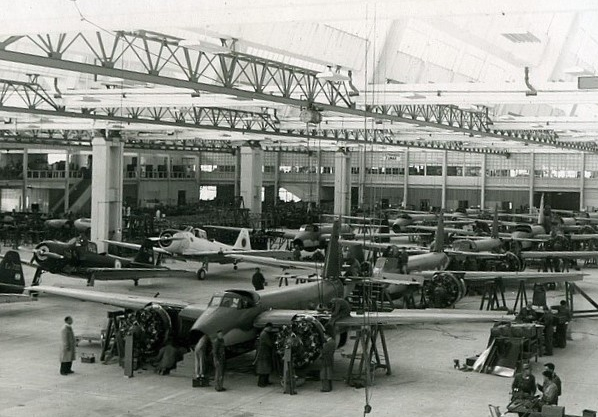
Wesentliche Industrieprojekte betrafen die Rüstungsindustrie, hier die Fertigung eigener argentinischer Kampfflugzeuge in der Fabrica Militar de Aviones in Córdoba.

Die wirtschaftliche Entwicklung unter der Führung Peróns war geprägt von der Etablierung des Wohlfahrtsstaats und ausgeprägtem Staatsdirigismus, der in Verstaatlichungen, Protektionismus und einem korporatistischen Wirtschaftssystem mündete. Der entwickelte Wohlfahrtsstaat, der sich als eine Machtstütze der Peronisten erwies, hatte erhebliche Folgen für die argentinische Wirtschaft.
Die ab den 1950er Jahren beginnende Wirtschaftskrise, die durch die Schwäche des argentinischen Kapitalismus und die im Gegenzug exorbitant steigenden Sozialausgaben verursacht wurde, traf ein wirtschaftlich unterentwickeltes und im Kern unreformiertes Land, weiterhin abhängig vom Weltmarkt und den Großgrundbesitzern, was auch den nachfolgenden Regierungen zur Last wurde. In der Folge verschlechterten sich die Lebensbedingungen der Massen, was die Sehnsucht nach Perón nur verstärkte.
Trotz der beschleunigten Industrialisierung unter Perón verschlechterte sich die wirtschaftliche Situation Argentiniens rapide. Weiterhin waren 87 Prozent der Exporte Agrarprodukte, doch auch ihre Bedeutung ging zurück. 1940 umfassten die argentinischen Weizenexporte 36 Prozent der Weltproduktion, 1955 nur noch 15 Prozent. Die nachfolgenden Regierungen versuchten, der wirtschaftlichen Schieflage durch radikale Reformen und Rücknahme peronistischer Sozialmaßnahmen entgegenzusteuern. Viele Krankenhäuser, Schulen und soziale Einrichtungen wurden geschlossen, öffentliche Aufträge gekürzt. Die Verbraucherpreise, unter Perón künstlich stabil gehalten, stiegen innerhalb weniger Jahre um teilweise über 100 Prozent, Beschäftigte in staatlichen Betrieben wurden massenweise entlassen.
In der Folge senkte die galoppierende Inflation die Reallöhne um 50 Prozent, gleichzeitig wurde verordnet, dass die Löhne um maximal 15 Prozent steigen dürften. Diese Entwicklung führte zu einer hohen Arbeitslosigkeit, steigenden Lebenshaltungskosten und einer Verelendung weiter Teile der Bevölkerung. Durch sie wurde Argentinien ab den späten 1950er Jahren wirtschaftlich und politisch destabilisiert, ohne dass die herrschenden Regierungen das Erbe Peróns bewältigen konnten. Stattdessen verstärkte die Entwicklung den Ruf nach der Rückkehr Peróns, dessen Reformkonzept für die Fehlentwicklung ursächlich war. Gegen die steigende peronistische Bedrohung wiederum intervenierte das Militär. Die Situation änderte sich erst mit der Demokratisierung Argentiniens 1983, nach dem Zusammenbruch unter der Militärjunta. Jedoch litt Argentinien weiterhin an seinen strukturellen Missständen und einer gleichbleibend hohen Inflation, die letztlich den Zusammenbruch in der Argentinien-Krise der späten 1990er Jahre verursachten.
Nach ersten neoliberalen Reformversuchen unter der Militärdiktatur des sogenannten Prozesses der Nationalen Reorganisation in den späten 1970er Jahren, die scheiterten, setzte Menem diese Politik in den frühen 1990er Jahren angesichts fortdauernder Hyperinflation fort. Es kam zu einer strikten Anti-Inflationspolitik, die durch ein radikales Zusammenstreichen von Sozialleistungen die Gewerkschaften und die peronistische Basis düpierte. Jedoch blieben seine Reformen angesichts der späteren Argentinien-Krise erfolglos.

#### Wohlfahrtsstaat
Die wesentliche Einrichtung des neu entstandenen argentinischen Wohlfahrtssystem waren die Sozial- und Rentenkassen, die über die organisierten Gewerkschaften betrieben wurden. Die Zahl der Sozialversicherten stieg auf 5 Millionen. Weitere Sozialleistungen, unter anderem Preisbindung von Grundbedarfsgütern, und Lohnerhöhungen wurden durchgesetzt und festigten die Machtbasis Peróns unter den Arbeitern. Die Ausgaben für Sozialleistungen stiegen zeitgleich auf 10 Prozent des Bruttoinlandsprodukts. Das entstandene sozialpolitische System war an der Spitze der lateinamerikanischen Länder.
Zugleich nutzte das Perón-Regime die Rentenkassen zur billigen Finanzierung der Staatsverschuldung, die durch das expansive, auf Verstaatlichung und Protektionismus basierende Wirtschaftsmodell der importsubstituierenden Industrialisierung und die Expansion der Sozialsysteme rasch anstieg. Zu diesem Zweck wurden die Beitragseinnahmen zunehmend in 1946 eingeführte staatliche, niedrig verzinste Wohlfahrtsanleihen investiert (1949 zu 54 Prozent, 1955 zu 77 Prozent). Die staatlichen Rentenkassen erschienen zu Zeiten Peróns profitabel und wurden zunehmend zur Finanzierung des steigenden Haushaltsdefizits und Quersubventionierung anderer Sozialsysteme gebraucht. Allerdings kam die scheinbare Profitabilität vor allem durch die Einbeziehung und Integration von immer mehr Beitragszahlern zu Stande.
Bei anhaltend niedriger Verzinsung der Wohlfahrtsanleihen, die bei rund 4 Prozent lag, stieg die Inflation im selben Zeitraum auf über 20 Prozent per annum. Dies führte zu einer rapiden Entwertung der Rentenfonds bei gleich bleibenden Rentenansprüchen. Zu Beginn der 1950er Jahre waren die Reserven des kapitalgedeckten Systems aufgebraucht, das nun faktisch in ein umlagenfinanziertes System überging, da laufende Ausgaben durch Einnahmen der gleichen Periode refinanziert werden mussten (1958 kam es außerdem zu einer Änderung der Rentenformel, die Abkehr von einer progressiven Umverteilung hin zu einer festen Lohnersatzrate). Die Änderung des Finanzierungsverfahrens wurde 1954 auch offiziell gesetzlich verankert. Im Zuge der aufkommenden Finanzierungsschwierigkeiten wich man vom ursprünglich Bismarckschen Ansatz ab und reduzierte die Leistungsansprüche aus dem Rentensystem weitgehend auf die Armutsbekämpfung, statt Vermögensbildung erhielt nun die Verteilungs- und Solidaritätsfunktion Priorität.
Trotz der veränderten Machtkonstellation nach dem Sturz Peróns blieben die Gewerkschaften der entscheidende Verhandlungspartner der Regierenden und nutzen ihren Einfluss, um Zugeständnisse zu erkämpfen und die Interessen ihrer Klientel zu wahren. Dies äußerte sich in immer weiterer vertikaler und horizontaler Ausweitung der Sozialleistungen, so dass in Höchstzeiten über 80 Prozent der arbeitenden Bevölkerung von den Sozialversicherungen erfasst waren. Die Belastungen aus den Sozialleistungen stiegen auf 20 Prozent des Bruttoinlandsprodukts, größter Kostenpunkt war die staatliche Rente. Gleichzeitig kam es ab den 1950er Jahren zu einer wesentlichen Verschlechterung der ökonomischen Rahmenbedingungen, so dass strukturelle Schwächen des Wohlfahrtsmodells offen zu Tage traten, jedoch als Preis für den innenpolitischen Frieden in Kauf genommen wurden. Die tatsächlichen Lebensbedingungen der Bevölkerung verschlechterten sich in Anbetracht hoher Inflationsraten trotz der abgerungenen Zugeständnisse fortdauernd.
Der Wohlfahrtsstaat geriet in eine dauerhafte Krise, „statt Vermögen wurden […] ab Ende der 1950er Jahre zunehmend Defizite in den Rentenkassen akkumuliert.“ Die Ursachen für die folgende jahrzehntelange Krise waren bereits zu dieser Zeit absehbar. Die demographische Entwicklung, insbesondere die steigende Lebenserwartung bedingten längere Beitragsauszahlungen, das Absinken der Quote der aktiv Beschäftigten und sinkende Reallöhne führten zu geringeren Beitragseinnahmen. Hinzu kam ein Anstieg der Beitragshinterziehung durch eine Ausdehnung des informellen Sektors der Beschäftigung. Im Zusammenspiel mit sich zunehmend verschlechternden wirtschaftlichen Rahmenbedingungen beschleunigte sich die Krisenspirale noch.

#### Importsubstituierende Industrialisierung und Verstaatlichungen
Perón begann 1948 mit der Verstaatlichung wichtiger Unternehmen der Infrastruktur, zuerst der britischen und französischen Unternehmen gehörenden Eisenbahnen. Während Perón selbst von Enteignungen der verhassten ausländischen Imperialisten sprach, kam es beim Verstaatlichen ausländischer Vermögenswerte tatsächlich zur Zahlung erheblicher, großzügiger Entschädigungen.
Im Sinne der von ihm angestrebten Autarkiepolitik begann Perón sehr früh auch mit der Begleichung von Auslandsschulden. Aufgrund der Ausgabenflut des Staates für Sozialpolitik musste Argentinien jedoch bereits 1950 mit 125 Mio. US-Dollar durch die USA gestützt werden.
Perón setzte beim Aufbau einer heimischen Industrie auf den sich entwickelnden einheimischen Kapitalismus und die Arbeiterklasse, er suchte einen Ausgleich der Interessen, der durch Staatsdirigismus und Korporatismus erreicht werden sollte. Privatunternehmen garantierte er den Besitz, solange sie im Sinne der argentinischen Wirtschaft agierten und die Interessen der Arbeiterschaft achteten. Die Entwicklung der Industrie wurde auf Kosten der Landoligarchie gefördert und ein staatlicher Monopolkonzern gegründet, der Getreide und Fleisch zu Fixpreisen aufkaufte und dann zu höheren Preisen auf den Weltmarkt brachte. Innerhalb des Systems gab es ein ungeheures Maß an Bestechung und Korruption. Zu tatsächlichen revolutionären Umwälzungen, die Perón gerne propagierte, kam es nicht. Weder eine Agrarreform noch wirkliche Maßnahmen gegen den Imperialismus wurden unternommen. Die desillusionierten Kräfte, die ein radikaleres Vorgehen forderten, verbanden sich 1955 mit dem Militär, das ihn schließlich stürzte.
Unter Menem in den 1990er Jahren kam es im Rahmen seiner radikalen Anti-Inflationspolitik zu massiven, vielfach als überhastet kritisierten, Privatisierungen, im Zuge derer sich der Staat von großen Teilen seiner Unternehmen trennte. Während Kritiker die Privatisierungen als überhastet und vielfach durch Korruption verschoben ansehen, besonders auch die Nähe Menems zur US-amerikanischen Privatwirtschaft für fragwürdig halten, sehen Befürworter die Privatisierungen angesichts des maroden Zustands der Industrie als Erfolg an.

### Darstellungen

#### Monographien
- Sandra Carreras: Die Rolle der Opposition im Demokratisierungsprozeß Argentiniens. Der Peronismus 1983–1989. Vervuert, Frankfurt/M. 1999, ISBN 3-89354-249-3 (zugl. Dissertation, Universität Mainz 1998).
- Ruth Fuchs: Staatliche Aufarbeitung von Diktatur und Menschenrechtsverbrechen in Argentinien. Die Vergangenheitspolitik von Alfonsín (1983–1989) und Menem (1989–1999) im Vergleich (Beiträge zur Lateinamerika-Forschung; Bd. 14). IIK, Hamburg 2003, ISBN 3-936884-11-0.
- Uki Goñi: Odessa. Die wahre Geschichte. Fluchthilfe für NS-Kriegsverbrecher („The real Odessa“, 2003). 3. Aufl. Assoz. A, Berlin 2006, ISBN 978-3-935936-40-8.
- Alejandro Horowicz: Los cuatro peronismos. Edhasa, Buenos Aires 2011, ISBN 978-950-9009-39-4.
- Katja Hujo: Soziale Sicherung im Kontext von Stabilisierung und Strukturanpassung. Die Reform der Rentenversicherung in Argentinien (Entwicklung und Finanzierung; Bd. 15). Peter Lang Verlag, Frankfurt/M. 2004, ISBN 3-631-52372-6 (zugl. Dissertation, FUB 2003).
- James W. McGuire: Peronism without Perón. Unions, Parties and Democracy in Argentina. University Press, Stanford/Cal. 1997, ISBN 0-8047-2831-3.
- Rudolf Knoblauch: Der Peronismus. Ein gescheitertes Lateinamerikanisches Modell. Rüegger Verlag, Diessenhofen 1980, ISBN 3-7253-0106-9 (zugl. Dissertation, Universität St. Gallen 1980).
- Andrés Jouannet Valderrama: Politische Parteien in Lateinamerika. Strukturen und Innenleben im Kontext der marktwirtschaftlichen Reformen: die argentinische „Partido Justicialista“, die mexikanische „Partido Acción Nacional“ und die chilenische „Partido Demócrata Cristiano“ im Vergleich. Dissertation, Universität Heidelberg 2004.
- Peter Waldmann: Der Peronismus 1943–1955 (Kritische Wissenschaft). 1. Aufl. Hoffmann & Campe, Hamburg 1974, ISBN 3-455-09107-5.
- Susana Sottoli: Sozialpolitik und entwicklungspolitischer Wandel in Lateinamerika: Konzepte und Reformen im Vergleich. VS Verlag für Sozialwissenschaften, Opladen-Leverkusen 1999.

#### Aufsätze
- Klaus Bodemer, Andrea Pagni, Peter Waldmann (Hrsg.): Argentinien heute. Politik, Wirtschaft, Kultur (Bibliotheca Ibero-Americana; Bd. 88). 2. Aufl. Vervuert, Frankfurt/M. 2002, ISBN 3-89354-588-3. Darin:
  - Peter Birle: Gewerkschaften, Unternehmerverbände und Staat. Der schwierige Abschied vom Klassenkampf durch Mittelsmann. S. 153–181.
  - Ana M. Mustapic: Das argentinische Parteiensystem von 1983 bis 2003. S. 319–335.
  - Dieter Nohlen, Liliana De Riz: Verfassungsreform und Präsidentialismus in Argentinien. S. 337–357.
- Jörg Faust, Hans-Joachim Lauth, Wolfgang Muno: Demokratisierung und Wohlfahrtsstaat in Lateinamerika. Querschnittsvergleich und Fallstudien. In: Aurel Croissant, Gero Erdmann, Friedbert W. Rüb (Hrsg.): Wohlfahrtsstaatliche Politik in jungen Demokratien. Verlag für Sozialwissenschaften, Wiesbaden 2004, ISBN 3-531-14433-2.
- Patricia Flier: Soziale Sicherheit in Argentinien. Die Sozialversicherung 1943-1976. In: Jahrbuch für Forschungen zur Geschichte der Arbeiterbewegung, Bd. 4 (2005), Heft 1, ISSN 1610-093X.
- Dieter Nohlen: Peronismus in Argentinien. In: Lateinamerika, Bd. 2: Politische Entwicklung seit 1945 (Informationen zur politischen Bildung; Bd. 244). Franzis-Verlag, München 1994.
- Jörg Roesler: Mehr als Descamisados der Evita. Arbeiterschaft und Arbeiterbewegung in Argentinien unter dem Einfluss des Peronismus. In: Jahrbuch für Forschungen zur Geschichte der Arbeiterbewegung, Heft I/2013, ISSN 1610-093X.
- Katharina Schembs: Traumbilder. Grete Sterns Avantgardefotografie im Argentinien Peróns (1946–1955). In: Zeithistorische Forschungen 12 (2015), S. 264–288.